# Военен бунт в Барселона (1936)
Военният бунт в Барселона през юли 1936 г. избухва в началото на Гражданската война в Испания. Повечето офицери от испанската армия в града подкрепят преврата, но Гражданската гвардия, щурмовата гвардия и полицията остават лоялни към републиканското правителство. Освен това Барселона е една от крепостите на анархисткия съюз, Национална конфедерация на труда (CNT). Бунтовническите войски са победени след еднодневна кървава битка.
Поражението на военния преврат в Барселона е голям успех за републиката, въпреки че след поражението на франкистите става ясно, че работническите милиции и по-специално анархо-синдикалистките милиции, са тези, които наистина контролират града.

## План
В Барселона заговорниците, водени от генерал Фернандес Буриел, планират да използват войските на гарнизоните в периферията на града, около 5 000 души от IV-та дивизия на испанската армия, за да маршируват към центъра на града и да се присъединят към Пласа де Каталуня. След това да окупират града и да изчакат пристигането на генерал Мануел Годед. Генерал де ла Енкомиенда, командир на IV-та дивизия, остава лоялен към правителството, но повечето офицери подкрепят преврата. Независимо от това, Гражданската гвардия в Барселона, водена от генерал Хосе Арангурен и каталунската полиция, водена от капитан Ескофет (около 5 000 души) остава лоялна към правителството. Също така остава лоялна военновъздушната база Ел Прат, командвана от полковник Фелипе Диас Сандино, чиито самолети бомбардират бунтовническите войски.
На 18 юли новините за въстанието на Африканската армия в испанския протекторат в Мароко достигат до Барселона, но президентът на генералитета на Каталуния, Луис Компанис, отказва да даде оръжие на работниците и нарежда анархисти, носещи оръжие, да бъдат задържани. Въпреки това CNT, водени от Буенавентура Дурути и Франсиско Аскасо, нападат армейски складове и затворническия кораб „Уругвай“ и започват да правят самоделни гранати и импровизирани бронирани коли. Освен това щурмовата гвардия раздава пушки на CNT.

## Битката в Барселона
На 19 юли, в ранните часове на деня, няколкостотин цивилни доброволци, главно карлисти, водени от Хосе Кунил, докладват в различни военни квартали, най-вече в казармите Сан Андреу. Преди разсъмване около четири часа сутринта офицерите в казармата Педралбес съобщават на войниците си, че правителството им е наредило да смажат анархисти, който се бунтуват в Барселона. Войските напускат казармите и тръгват към Пласа де Каталуня през Авенгуда Диагонал. Скоро след това Компанис получава новината за настъпването на войските към града. Бунтовническите войски са атакувани със снайперисти и със самоделни бомби. Анархистите издигат барикади с павета, за да блокират центъра на града.
Някои части с принудени да се оттеглят в казармите си, а други така и не излизат на улицата, но пехотна колона, водена от майор Лопес Амор, достига Пласа де Каталуня и окупира телефонната централа, а други части окупираха хотел Колон и Риц и се барикадират. В 11 часа сутринта генерал Годед пристига от Майорка, отива в щаба на генерал-капитана и арестува командира на IV-та дивизия генерал Ляно де ла Енкомиенда, но положението на бунтовническите войски е безнадеждно.
След кървави битки на Пласа де Каталуня и други части на града, анархистите и лоялните войски обкръжават всички държани от бунтовниците сгради в града. Гражданската гвардия, водена от полковник Антонио Ескобар, щурмува хотел Колон и Риц, а анархистите окупират телефонната централа. След това Годед се предава и прави изявление по радиото, за да предотврати по-нататъшно кръвопролитие. До падането на нощта бунтовническите войски държат само казармите Драсанес, близо до пристанището и казармите Андреу. На следващата сутрин анархистите, водени от Буенавентура Дурути, нападат казармите и бунтовническите войски се предават. Аскасо умира по време на нападението, но CNT конфискува 30 000 пушки от казармите, като има над 500 убити и 3 000 ранени.

## Последици
След поражението на преврата в Барселона, Националната конфедерация на труда е истинската власт в града до майските дни през 1937 г. След преврата CNT има 30 000 въоръжени мъже и жени в Барселона, докато правителството само 5 000.

### Политически
След неуспешното въстание в Барселона градът на практика е в ръцете на работническите милиции, които са се сдобили с въоръжението на военните арсенали и разполагат със сили от въоръжени хора, далеч превъзхождащи силите за сигурност, с които централното правителство разполага. Така, въпреки че лоялните сили са успели да победят бунтовниците, реалността е, че работническото движение е поело контрола над града и е изместило властта и правомощията на каталунското правителство и испанската държава.
Поради тази ситуация същата нощ на 20 юли анархистките лидери Хуан Гарсия Оливер, Диего Абад де Сантилан и Буенавентура Дурути посещават Луис Компанис по повод създадената нова ситуация. Компанис може да използва силите за сигурност, за да принуди работниците да върнат пушките и амунициите, които са конфискували, но е в опасна територия и предпочита да предложи на анархистите възможността да вземат властта или да си сътрудничат с държавата. Анархистките лидери, въпреки историческия опит на либералното движение, избират втория вариант, въпреки че държавата ще има доста ограничена роля, както ще се покаже през следващите месеци. От тази среща между Компанис и основните анархистки лидери произлиза създаването на Централния комитет на антифашистките милиции на Каталуния (CCMA), който е истинското правителство в Барселона в продължение на месеци. Това бележи началото на Испанската революция.

### Репресии и насилие
Офицерите и главните водачи на бунта, които са арестувани, първоначално биват отведени в замъка Монхуик, където остават до 26 юли, когато са прехвърлени на затворническия кораб „Уругвай“ в пристанището на града. През времето, когато са затворени на кораба, затворниците са третирани коректно: позволено им е да седят на палубата и да четат романи от библиотеката на кораба, но провокативното отношение на много от задържаните е основание за властите да прекратят тези привилегии. Офицерите, замесени в заговора, са изправени пред военен съд от републиканските власти на борда. Генерал Мануел Карденал председателства военния трибунал, който съди бунтовниците офицери. На 11 август генералите Годед и Фернандес Буриел са съдени за ръководене на военния бунт, осъдени на смърт и разстреляни на следващия ден в рова на замъка Монхуик. Генерал Легорбуру също е екзекутиран. Няколко дни по-късно, на 26 август, след като са изправени пред военен съд, други водачи на бунта също са разстреляни: командирът на пехотата Лопес-Амор и капитаните Лопес Белда, Лопес Варела и Лискано де ла Роса.